# Награди „Оскар“ (34-та церемония)
Тридесет и четвъртата церемония по връчване на филмовите награди „Оскар“ се провежда на 9 април 1962 година. На нея се връчват призове за най-добри постижения във филмовото изкуство за предходната 1961 година. За втора поредна година събитието е проведено в „Санта Моника Аудиториум“, Санта Моника, Калифорния. Водещ отново е шоуменът Боб Хоуп.
За първи път, продължителността на представлението надхвърля два часа.
Големият победител на вечерта е музикалния филм „Уестсайдска история“ на режисьорите Джеръм Робинс и Робърт Уайз с 11 номинации в различните категории, печелейки 10 от тях. С това, произведението се нарежда на второ място по брой статуетки след епоса Бен-Хур (1959), който отнася 11 награди на 32-рата церемония.
Сред останалите основни заглавия са „Нюрнбергският процес“ на Стенли Крамър, „Мошеникът“ на Робърт Росен, и хитът „Закуска в Тифани“ на Блейк Едуардс по новелата на Труман Капоти.
На тазгодишната церемония се забелязва засилено чуждестранно присъствие в различни категории. Шедьовърът на Фелини „Сладък живот“ е номиниран за 4 награди, а София Лорен печели „Оскар“ за най-добра женска роля за изпълнението си във филма „Чочарка“ на Виторио Де Сика.

## Филми с множество номинации и награди
| Долуизброените филми получават повече от 2 номинации в различните категории за настоящата церемония: - 11 номинации: „Нюрнбергският процес“, „Уестсайдска история“ - 9 номинации: „Мошеникът“ - 7 номинации: „Оръдията на Навароне“ - 5 номинации: „Закуска в Тифани“, „Часът на децата“, „Фани“, „Flower Drum Song“ - 4 номинации: „Сладък живот“, „Лято и дим“ - 3 номинации: „Разсеяният професор“, „Ел Сид“, „Джоб на чудесата“ | Долуизброените филми получават повече от 1 награда „Оскар“ на настоящата церемония:. - 10 статуетки: „Уестсайдска история“ - 2 статуетки: „Закуска в Тифани“, „Мошеникът“, „Нюрнбергският процес“ |

## Номинации и награди
Долната таблица показва номинациите за наградите в основните категории. Победителите са изписани на първо място с удебелен шрифт.
| Най-добър филм | Най-добър режисьор |
| --- | --- |
| - Уестсайдска история - Фани - Нюрнбергският процес - Играчът на билярд - Оръдията на Навароне | - Джеръм Робинс и Робърт Уайз – Уестсайдска история - Стенли Крамър – Нюрнбергският процес - Федерико Фелини – Сладък живот - Дж. Лий Томпсън – Оръдията на Навароне - Робърт Росен – Играчът на билярд |
| Най-добра мъжка роля | Най-добра женска роля |
| - Максимилиан Шел – Нюрнбергският процес - Пол Нюман – Играчът на билярд - Спенсър Трейси – Нюрнбергският процес - Шарл Боайе – Фани - Стюарт Уитмън – Знакът | - София Лорен – Чочарка - Пайпър Лори – Играчът на билярд - Одри Хепбърн – Закуска в Тифани - Натали Ууд – Великолепие в тревата - Джералдин Пейдж – Лято и дим                                         |
| Най-добра поддържаща мъжка роля | Най-добра поддържаща женска роля |
| - Джордж Чакирис – Уестсайдска история - Монтгомъри Клифт – Нюрнбергският процес - Джордж Скот – Играчът на билярд - Джаки Глийсън – Играчът на билярд - Питър Фолк – Джоб на чудесата | - Рита Морено – Уестсайдска история - Джуди Гарланд – Нюрнбергският процес - Уна Меркел – Лято и дим - Фей Бейнтър – Часът на децата - Лоте Леня – Римската пролет на госпожа Стоун                     |
| Най-добър оригинален сценарий | Най-добър адаптиран сценарий |
| - Великолепие в тревата – Уилям Индж - Сладък живот – Федерико Фелини, Тулио Пинели, Еньо Флаяно и Брунело Ронди - Балада за войника – Валентин Ежов и Григори Чухрай - Генерал дела Ровере – Серджио Амидей, Диего Фабри и Индро Монтанели - Любовникът се завръща – Стенли Шапиро и Пол Хенинг | - Нюрнбергският процес – Аби Ман - Уестсайдска история – Ърнест Леман - Закуска в Тифани – Джордж Акселруд - Оръдията на Навароне – Карл Форман - Играчът на билярд – Робърт Росен и Сидни Карол        |
| Най-добър чуждоезичен филм | |
| - Като в огледало (Швеция) - Безсмъртна любов (Япония) - Хари и икономът (Дания) - Пласидо (Испания) - Важният човек (Мексико) | |